# アメリカ空軍特殊作戦コマンド
空軍特殊作戦コマンド（くうぐんとくしゅさくせんコマンド、英語: Air Force Special Operations Command、略称：AFSOC）は、アメリカ空軍における主要軍団組織。アメリカ特殊作戦軍の空軍構成部隊でもあり、部隊管理上は空軍参謀本部の指示を受けるが、作戦指揮上は特殊作戦の統合軍である特殊作戦軍の指揮を受ける。

## 概要
AFSOCは主に特殊作戦を実施する組織である。アメリカ軍および友軍特殊部隊員の浸透・脱出支援、対テロ作戦、ISR（情報・監視・偵察）、空中機動作戦、近接航空支援、戦闘捜索救難等の実施のほか、ラジオ・テレビなどを用いた心理戦・情報戦も行なう。司令部はフロリダ州のハルバート・フィールドに所在し、必要に応じ世界各地へ展開し、作戦を行なう。
前身は1983年に特殊作戦用部隊として設立された第23空軍 (23rd Air Force) である。これを主要軍団に格上げする形で、1990年5月22日に創設された。第23空軍は2008年にAFSOC傘下に再設立されたため、2008年時点の編成では1個航空軍、4個航空団（予備役含む）を主力とし、特殊作戦教育機関も傘下にある。特殊作戦用航空機をはじめとする機材のほか、CCT（戦闘管制部隊）、TACP（戦術航空統制班）、SR（特殊偵察）、PJ（パラレスキュージャンパー）、SOST（特殊作戦外科部隊）などの地上戦闘要員で構成されたSTS（特殊戦術中隊）を有している。
最初の実戦投入は湾岸戦争であり、戦闘捜索救難や遠距離偵察、前線航空管制の実施を行なった。その後もソマリア内戦やイラク戦争などへ投入された。
2013年4月4日、第23空軍が活動停止。

## 隷下部隊
現役部隊
- 第1特殊作戦航空団(1st Special Operations Wing, 1SOW)：戦闘部隊。2006年に第16特殊作戦航空団より改称。人員9千名。
  - 第1特殊作戦群(1st Special Operations Group, 1SOG)：戦闘部隊。10個飛行隊で編制。
    - 第4特殊作戦飛行隊（英語版）(4th Special Operations Squadron, 4SOS) - AC-130J
    - 第8特殊作戦飛行隊（英語版）(8th Special Operations Squadron, 8SOS) - CV-22B
    - 第11特殊作戦情報中隊（英語版）(11th Special Operations Intelligence Squadron, 11SOIS)：情報分析担当。
    - 第15特殊作戦飛行隊（英語版）(15th Special Operations Squadron, 15SOS) - MC-130H/J
    - 第23特殊作戦気象中隊（英語版）(23SOWS)
    - 第34特殊作戦飛行隊（英語版）(34th Special Operations Squadron, 34SOS) - U-28A
    - 第65特殊作戦飛行隊（英語版）(65th Special Operations Squadron, 65SOS) - MQ-9A
    - 第73特殊作戦飛行隊（英語版）(73rd Special Operations Squadron, 73SOS) - AC-130J
    - 第319特殊作戦飛行隊（英語版）(319th Special Operations Squadron, 319SOS) - U-28A

  - 第1特殊作戦整備群(1st Special Operations Maintenance Group, 1SOMXG)：機材整備。
    - 第1特殊作戦整備中隊(1st Special Operations Maintenance Squadron, 1SOMXS)
    - 第1特殊作戦航空機整備中隊(1st Special Operations Aircraft Maintenance Squadron, 1SOAMXS)
    - 第801特殊作戦航空機整備中隊(801st Special Operations Aircraft Maintenance Squadron, 801SOAMXS)
    - 第901特殊作戦航空機整備中隊(901st Special Operations Aircraft Maintenance Squadron, 901SOAMXS)

  - 第1特殊作戦任務支援群(1st Special Operations Mission Support Group)：兵站・後方支援。
  - 第1特殊作戦医療群(1st Special Operations Medical Group)：4個中隊で編制。医療支援
    - 第1特殊作戦航空宇宙医療中隊(1st Special Operations Aerospace Medicine Squadron, 1SOAMDS)
    - 第1特殊作戦歯科中隊(1st Special Operations Dental Squadron, 1SODS)
    - 第1特殊作戦医療管理中隊(1st Special Operations Medical Operations Squadron, 1SOMDOS)
    - 第1特殊作戦医療支援中隊(1st Special Operations Medical Support Squadron, 1SOMDSS)

  - 第1特殊作戦任務支援群(1st Special Operations Mission Support Group, 1SOMSG)
    - 第1特殊作戦施設中隊(1st Special Operations Civil Engineer Squadron, 1SOCES)
    - 第1特殊作戦通信中隊(1st Special Operations Communications Squadron, 1SOCS)
    - 第1特殊作戦契約中隊(1st Special Operations Contracting Squadron, 1SOCONS)
    - 第1特殊作戦部隊支援中隊(1st Special Operations Force Support Squadron, 1SOFSS)
    - 第1特殊作戦即応兵站中隊(1st Special Operations Logistics Readiness Squadron, 1SOLRS)
    - 第1特殊作戦警備中隊(1st Special Operations Security Forces Squadron, 1SOSFS)
- 第24特殊作戦航空団(24th Special Operations Wing)
  - 第720特殊戦術群(720th Special Tactics Group)：地上戦闘要員。人員救出および爆撃誘導任務など。
    - 第123特殊戦術飛行隊(123rd Special Tactics Squadron)：軍事気象偵察。ケンタッキー空軍州兵。
    - 第125特殊戦術飛行隊(125th Special Tactics Squadron)：軍事気象偵察。オレゴン空軍州兵。

  - 第724特殊戦術群(724th Special Tactics Group)
    - 第17特殊戦術中隊(17th Special Tactics Squadron)
    - 第24特殊戦術中隊(24th Special Tactics Squadron)：統合特殊作戦コマンド(JSOC)に属する空軍SMU(特殊任務部隊)。
- 第27特殊作戦航空団(27thst Special Operations Wing)
  - 第27特殊作戦群(27th Special Operations Group)
  - 第27特殊作戦整備群(27th Special Operations Maintenance Group)
  - 第27特殊作戦任務支援群(27th Special Operations Mission Support Group)
  - 第27特殊作戦医療群(27th Special Operations Medical Group)
- 第352特殊作戦航空団(352nd Special Operations Wing)：イギリスミルデンホール空軍基地所在。アメリカ欧州軍指揮下。
  - 第752特殊作戦群(352nd Special Operations Group)
  - 第352特殊作戦整備群(352nd Special Operations Maintenance Group)
- 第353特殊作戦航空団(353rd Special Operations Wing)：日本嘉手納空軍基地所在。アメリカインド太平洋軍指揮下
  - 第1特殊作戦飛行隊(1st Special Operation Squadron)嘉手納空軍基地所在
  - 第320特殊戦術飛行隊(320th Special Tactics Squadron)嘉手納空軍基地所在
  - 第21特殊作戦飛行隊(21st Special Operation Squadron)横田空軍基地所在
  - 第753特殊作戦整備群(753rd Special Operation Maintenance Group)横田空軍基地所在。
- 第492特殊作戦航空団(492nd Special Operations Wing)
  - 第492特殊作戦群(492nd Special Operations Group)
  - 第492特殊作戦訓練群(492nd Special Operations Training Group)
    - 第18航空試験飛行隊(18th Flight Test Squadron,18FTS)：特殊部隊用機材の試験・開発。
    - アメリカ空軍特殊作戦学校(USAFSOS)：特殊部隊員および特殊作戦機乗員の育成・訓練。
- 航空作戦センター(Air Operations Center)：現地展開部隊との連絡・調整およびリーチバック(reachback)等による情報支援。

予備役部隊
- 第919特殊作戦航空団(919th Special Operations Wing)：空軍予備役部隊。
  - 第919特殊作戦群(919th Special Operations Group)
  - 第919特殊作戦整備群(919th Special Operations Maintenance Group)
  - 第919特殊作戦任務支援群(919th Special Operations Mission Support Group)

州兵部隊
- 第137特殊作戦航空団(137th Special Operations Wing)
  - 第137特殊作戦群(137th Special Operations Group)
  - 第137特殊作戦任務支援群(137th Special Operations Mission Support Group)
  - 第137特殊作戦医療群(137th Special Operations Medical Group)
- 第193特殊作戦航空団(193rd Special Operations Wing)：ペンシルベニア空軍州兵。
  - 第193特殊作戦群(193rd Special Operations Group)
  - 第193特殊作戦整備群(193rd Special Operations Maintenance Group)
  - 第193特殊作戦任務支援群(193rd Special Operations Mission Support Group)
  - 第193特殊作戦医療群(193rd Special Operations Medical Group)
  - 第193航空作戦群(193rd Air Operations Group)
  - 第193地域支援群(193rd Regional Support Group)

## 航空機
AFSOCにおいては、特殊作戦用に航空機材も特別なものを使用している。
- AC-130J：対地攻撃機。近接航空支援、航空阻止、武装偵察、監視、護送、地点防御などの実施[5]。
- MC-130J：特殊任務機。政治的に敏感または敵対的な地域における特殊作戦部隊の浸透・脱出・再供給任務、特殊作戦ヘリコプターや垂直離着陸機への空中給油、空中投下などの実施。主に夜間に飛行する[6]。
- CV-22B：特殊任務垂直離着陸機。特殊作戦部隊の長距離浸透・脱出・再供給任務などの実施[7]。
- EC-130J（英語版）：C-130輸送機を改造し、放送機材を搭載した心理戦・情報戦機。アナログおよびデジタルラジオ・テレビ放送の実施[8]。
- C-146A：軍用機と認識されない様に民間機風の塗装を施した輸送機。人員・資材の空輸を実施[9]。
- C-12 (航空機)：[10]ISR（情報・監視・偵察）機。地上部隊へISR支援を実施[11]。
- U-28A : PC-21をベースに改造したISR機。人道作戦、捜索救難、通常作戦および特殊作戦におけるISR支援を実施[12]。
- OA-1K（英語版）：軽攻撃およびISR機。地理的に孤立した特殊作戦部隊への支援、不正規戦・対反乱作戦におけるLAAR（軽攻撃/武装偵察）、ISR支援、近接航空支援、精密照準爆撃などを実施。MC-12およびU-28の後継機として2022年に採用され、2029年までに75機を配備する計画であったが、2024年に62機に削減された[13][14][15][16]。
- MQ-9 リーパー：無人攻撃機。ISR、近接航空支援、戦闘捜索救難、精密照準爆撃、護送、急襲時の監視、空中誘導などを実施[17]。

## 歴代司令官
| 職名   | 在任期間               | 氏名                 | 階級     | 備考                       |
| ------ | ---------------------- | -------------------- | -------- | -------------------------- |
| 司令官 | 1983年3月 - 1985年9月  | William J. Mall, Jr. | 空軍少将 | 第23空軍                   |
| 司令官 | 1985年9月 - 1989年9月  | Robert B. Patterson  | 空軍少将 |                            |
| 司令官 | 1989年9月 - 1991年6月  | Thomas E. Eggers     | 空軍少将 | 空軍特殊作戦コマンドに改編 |
| 司令官 | 1991年6月 - 1994年7月  | Bruce L. Fister      | 空軍少将 |                            |
| 司令官 | 1994年7月 - 1997年7月  | James L. Hobson, Jr. | 空軍少将 |                            |
| 司令官 | 1997年7月 - 1999年8月  | Charles R. Holland   | 空軍少将 |                            |
| 司令官 | 1999年8月 - 2002年1月  | Maxwell C. Bailey    | 空軍中将 |                            |
| 司令官 | 2002年1月 - 2004年6月  | Paul V. Hester       | 空軍中将 |                            |
| 司令官 | 2004年7月 - 2007年11月 | Michael W. Wooley    | 空軍中将 |                            |
| 司令官 | 2007年11月 - 2011年6月 | Donald C. Wurster    | 空軍中将 |                            |
| 司令官 | 2011年6月 - 2014年7月  | Eric E. Fiel         | 空軍中将 |                            |
| 司令官 | 2014年7月 - 2016年7月  | Bradley A. Heithold  | 空軍中将 |                            |
| 司令官 | 2016年7月 - 2019年6月  | Marshall B. Webb     | 空軍中将 |                            |
| 司令官 | 2019年6月 - 2022年11月 | James C. Slife       | 空軍中将 |                            |
| 司令官 | 2022年12月 -           | Tony D. Bauernfeind  | 空軍中将 |                            |

## ギャラリー

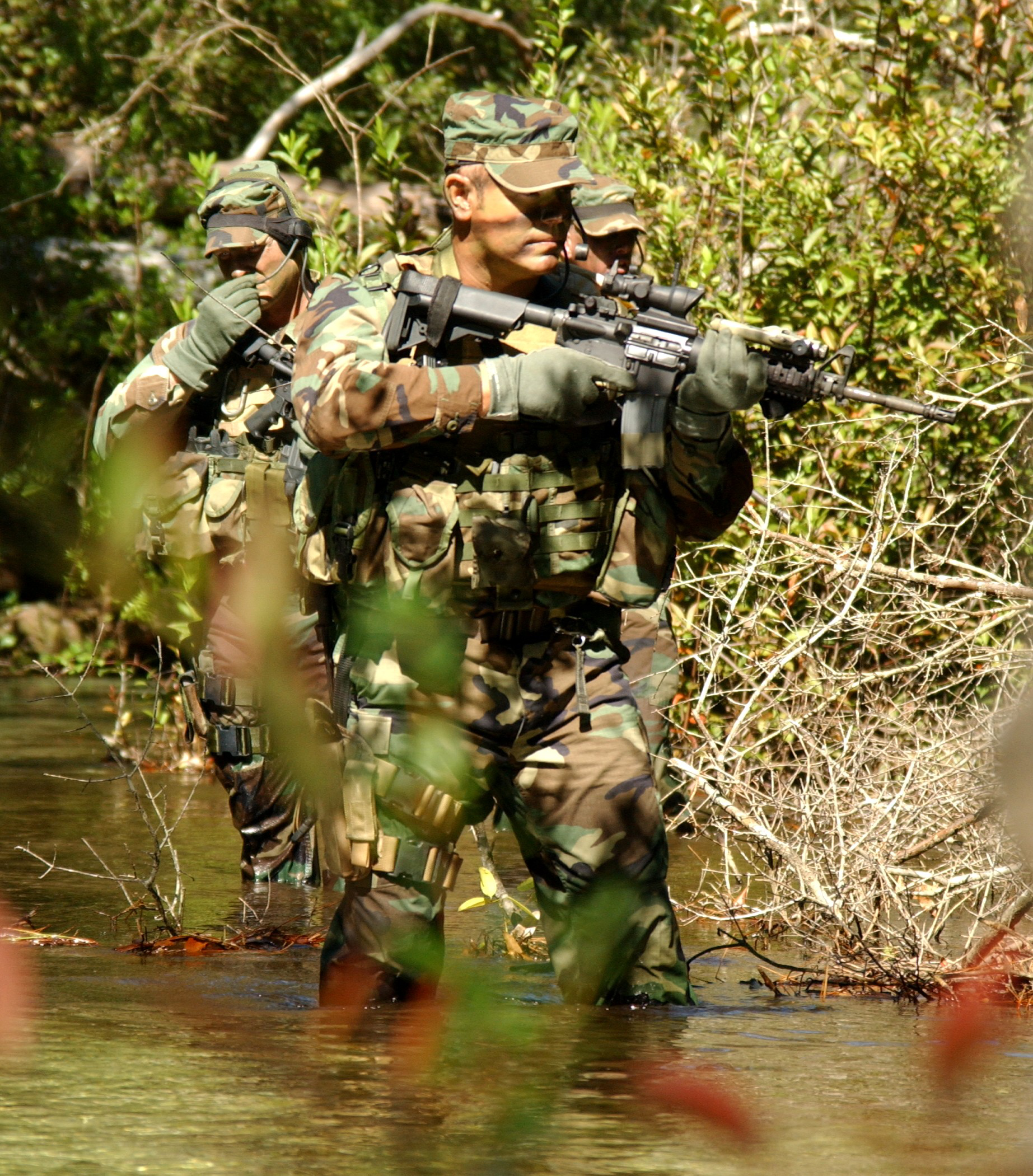
軍事気象偵察隊員
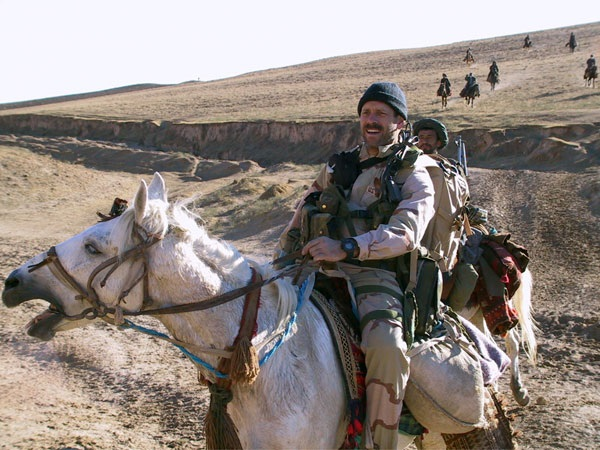
アフガニスタンの戦闘管制員(2001年)
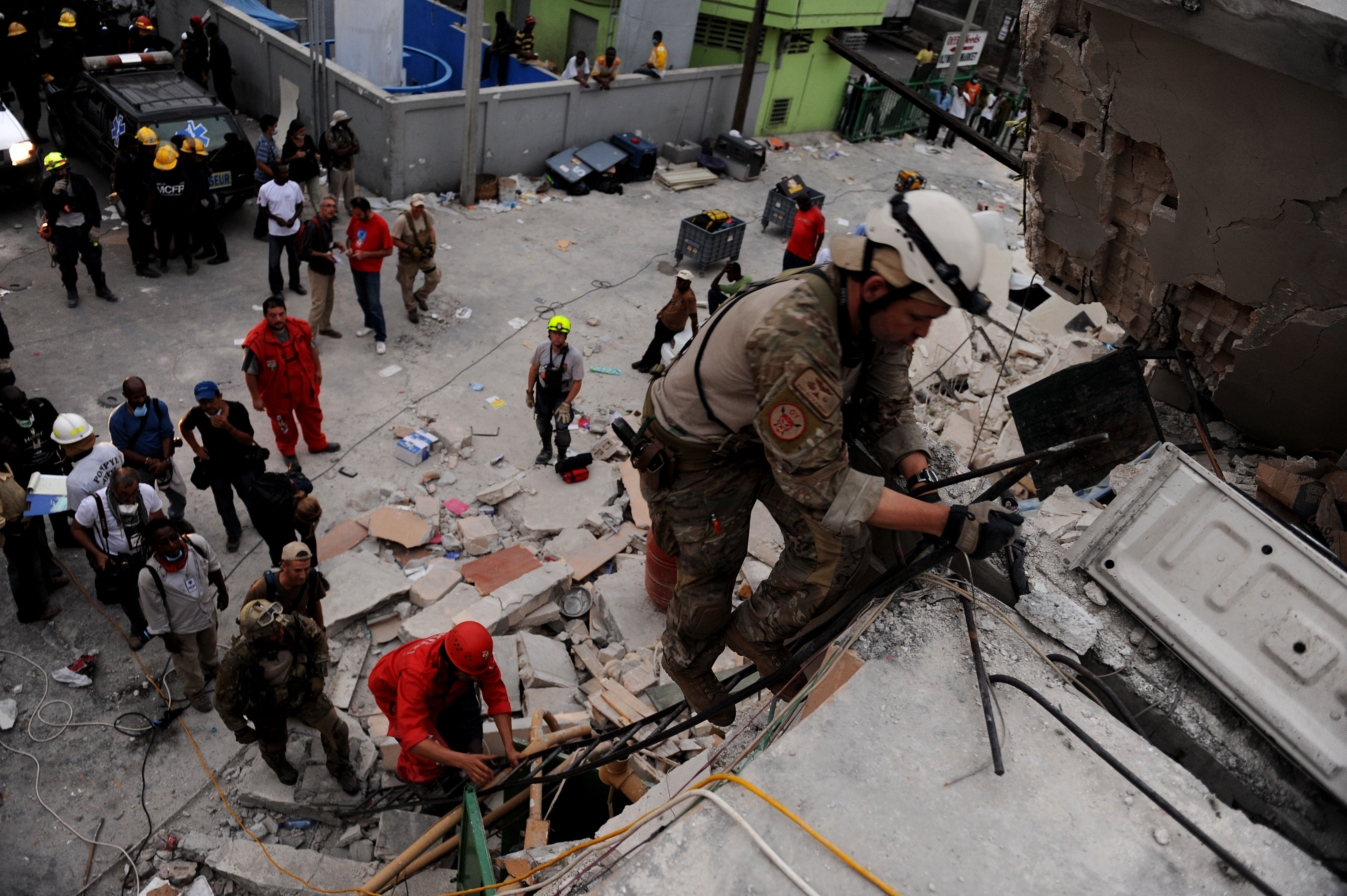
ハイチ地震で生存者を救助するパラジャンパー(捜索救難員)
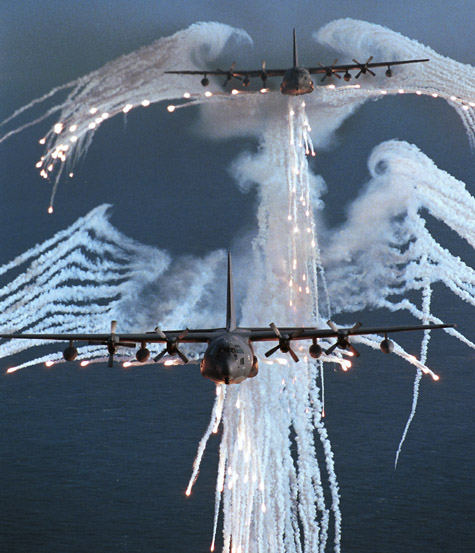
フレアを発射する空軍特殊作戦コマンドのMC-130P